# Theristicus caudatus
Theristicus caudatus е вид птица от семейство Ибисови (Threskiornithidae).

## Разпространение
Видът е разпространен в Аржентина, Боливия, Бразилия, Венецуела, Гвиана, Колумбия, Парагвай, Суринам, Уругвай, Френска Гвиана и Южна Джорджия и Южни Сандвичеви острови.